# Mercedes Sampietro
Mercedes Sampietro Marro (Barcellona, 24 gennaio 1947) è un'attrice spagnola.

## Filmografia parziale

### Cinema
- A un dio sconosciuto (A un Dios desconocido), regia di Jaime Chávarri (1977)
- ¿Qué hace una chica como tú en un sitio como éste?, regia di Fernando Colomo (1978)
- El crimen de Cuenca, regia di Pilar Miró (1980)
- Gary Cooper, que estás en los cielos, regia di Pilar Miró (1980)
- Parliamo questa notte (Hablamos esta noche), regia di Pilar Miró (1982)
- Extramuros, regia di Miguel Picazo (1985)
- Werther, regia di Pilar Miró (1986)
- Pehavý Max a strasidlá, regia di Juraj Jakubisko (1987)
- Sinatra, regia di Francesc Betriu (1988)
- Montoyas y Tarantos, regia di Vicente Escrivá (1989)
- La bianca colomba (La blanca paloma), regia di Juan Miñón (1989)
- El pájaro de la felicidad, regia di Pilar Miró (1993)
- Historias del Kronen, regia di Montxo Armendáriz (1995)
- La herida luminosa, regia di José Luis Garci (1997)
- Las huellas borradas, regia di Enrique Gabriel (1999)
- Cuando vuelvas a mi lado, regia di Gracia Querejeta (1999)
- Seconda pelle (Segunda piel), regia di Gerardo Vera (1999)
- Sé quién eres, regia di Patricia Ferreira (2000)
- Nosotras, regia di Judith Colell (2000)
- Silencio roto, regia di Montxo Armendáriz (2001)
- Lugares comunes, regia di Adolfo Aristarain (2002)
- Inconscientes, regia di Joaquín Oristrell (2004)
- Reinas - Il matrimonio che mancava (Reinas), regia di Manuel Gómez Pereira (2005)
- Nordeste, regia di Juan Solanas (2005)
- Obaba, regia di Montxo Armendáriz (2005)
- Salvador - 26 anni contro (Salvador (Puig Antich)), regia di Manuel Huerga (2006)
- La edad de la peseta, regia di Pavel Giroud (2006)
- 53 días de invierno, regia di Judith Colell (2006)
- Va a ser que nadie es perfecto, regia di Joaquín Oristrell (2006)
- El hombre de arena, regia di José Manuel González (2007)
- Hablar, regia di Joaquín Oristrell (2015)
- Las furias, regia di Miguel del Arco (2016)
- Abuelos, regia di Santiago Requejo (2019)
- El verano que vivimos, regia di Carlos Sedes (2020)
- Quatre raons, regia di Pedro Pérez Rosado (2023)

### Televisione
- Juan y Manuela - serie TV, 4 episodi (1974)
- Novela - serie TV, 6 episodi (1975-1978)
- Novel·la - serie TV, 15 episodi (1979-1980)
- El jardín de Venus - serie TV, 4 episodi (1983)
- La zia di Frankenstein (Teta) - serie TV, 7 episodi (1987)
- Vísperas - serie TV, 6 episodi (1987)
- Miguel Servet (La sangre y la ceniza) - serie TV, 7 episodi (1989)
- El obispo leproso - miniserie TV, 6 episodi (1990)
- Una hija más - serie TV, 20 episodi (1991)
- Juntas pero no revueltas - serie TV, 25 episodi (1995-1996)
- Nissaga de poder - serie TV, 21 episodi (1997-1998)
- Nada es para siempre - serie TV, 8 episodi (1999)
- Laberint d'ombres - serie TV, 40 episodi (1998-2000)
- Un chupete para ella - serie TV, 12 episodi (2000-2001)
- Estudio 1 - serie TV, 12 episodi (1970-2006)
- Divinos - serie TV, 9 episodi (2006)
- Porca misèria - serie TV, 52 episodi (2004-2007)
- Hay alguien ahí - serie TV, 9 episodi (2009-2010)
- Fassman: L'increïble Home Radar - film TV (2015)
- La Riera - serie TV, 426 episodi (2010-2017)
- Fugitiva - serie TV, 9 episodi (2018)
- Si no t'hagués conegut - serie TV, 9 episodi (2018)
- Il grido delle farfalle (El grito de las mariposas) - serie TV, 13 episodi (2023)
- Vestidas de azul - miniserie TV, 2 episodi (2024)

## Riconoscimenti
- Premi Goya
  - 2003: "Mejor Actriz Principal" (Lugares comunes)
- Medallas del Círculo de Escritores Cinematográficos
  - 2002: "Mejor Actriz Secundaria" (Silencio roto)
  - 2003: "Mejor Actriz" (Lugares comunes)
- Fotogramas de Plata
  - 1981: "Mejor intérprete de cine español" (Gary Cooper, que estás en los cielos) - condiviso
- Premi Sant Jordi
  - 2003: "Mejor Actriz Española" (Lugares comunes)
- Unión de Actores y Actrices
  - 2003: "Protagonista Cine - Categoría Femenina" (Lugares comunes)
- Premi Gaudí
  - 2009: "Millor Curtmetratge" (Turismo)
  - 2018: "Miquel Porter Honorary Award"
- Málaga Film Festival
  - 2009: "Audience Award - Best Short Film" (Turismo)
- Moscow International Film Festival
  - 1981: "Best Actress" (Gary Cooper, que estás en los cielos)
- San Sebastián International Film Festival
  - 1985: "Prize San Sebastián - Best Actress" (Extramuros)
  - 2002: "Silver Seashell - Best Actress" (Lugares comunes)
- Taormina International Film Festival
  - 1981: "Bronze Mask" (Gary Cooper, que estás en los cielos) - condiviso
- Valladolid International Film Festival
  - 2021: "Espiga de Honor"
- Premi Ondas
  - 1993: "Mejor Interpretación" (El pájaro de la felicidad)
- Premi Butaca 
  - 2001: "Millor actriu catalana de cinema" (Silencio roto)
  - 2003: "Millor actriu catalana de cinema" (Lugares comunes)
- Premios ACE
  - 1987: "Cinema - Best Actress" (Extramuros)
- Premi Turia
  - 2000: "Special Award" (Cuando vuelvas a mi lado)
- Toulouse Cinespaña
  - 2001: "Special Mention" (Silencio roto)
- Almería International Film Festival
  - 2010: "Almería Tierra de Cine Award"
- Gijón International Film Festival
  - 2008: "Nacho Martínez Award"
  - 2016: "Mujer de Cine Award"
- Murcia Week of Spanish Cinema
  - 2010: "Primavera Award"
- Gramado Film Festival
  - 2003: "Longa Metragem em 35 mm, Latinos - Melhor Atriz" (Lugares comunes)
- L'Alfàs del Pi Film Festival
  - 2001: "Faro de Plata - Lifetime Achievement"
- Festival de cine de Zaragoza
  - 2015: "City of Zaragoza Award"
- Sitges - Catalonian International Film Festival
  - 2000: "Best Actress" (Nosotras)